# Morpho aquarius
Morpho aquarius är en fjärilsart som beskrevs av Butler 1872. Morpho aquarius ingår i släktet Morpho och familjen praktfjärilar. Inga underarter finns listade i Catalogue of Life.